# ファットバーガー

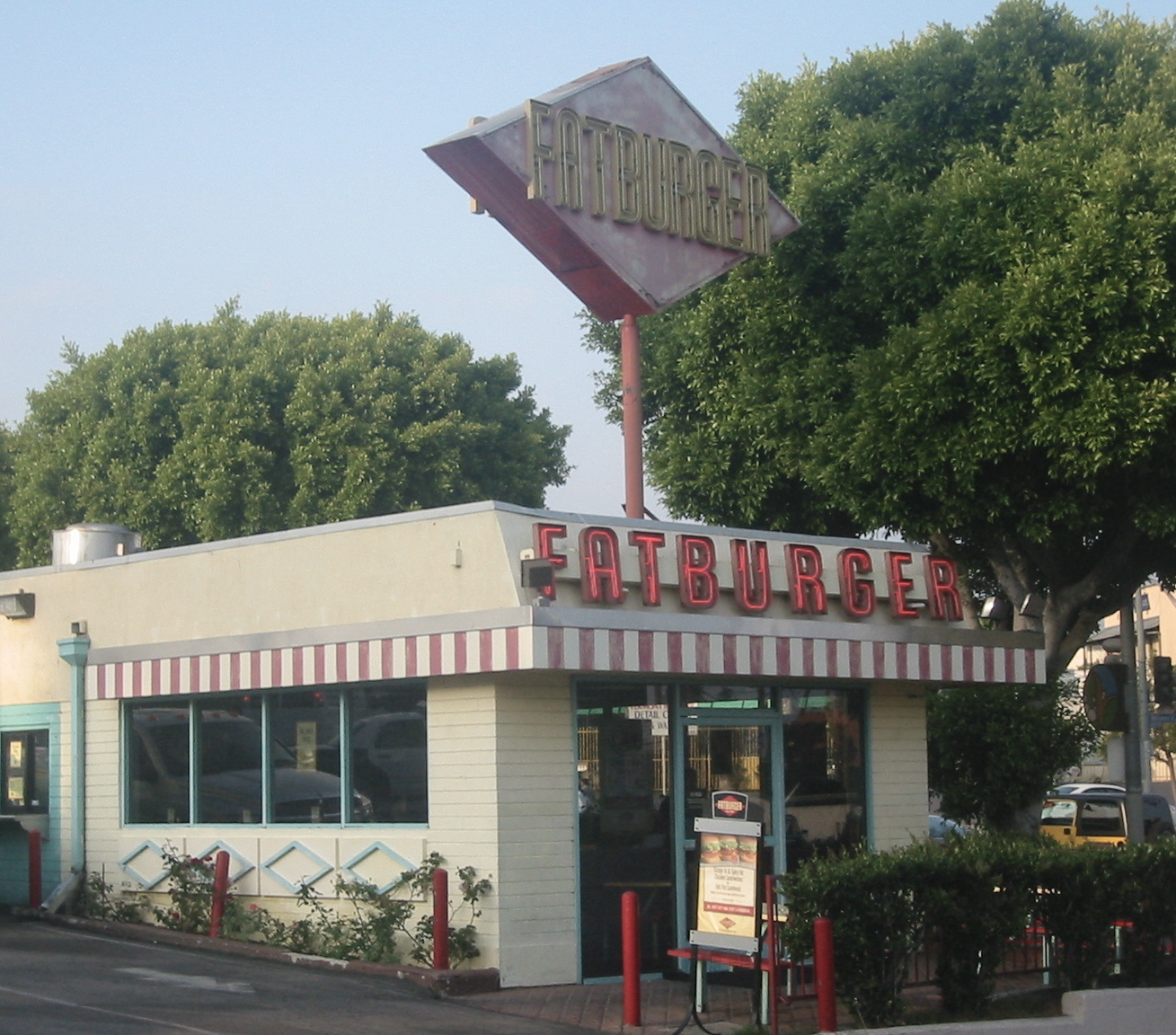
ロサンゼルスにある店舗

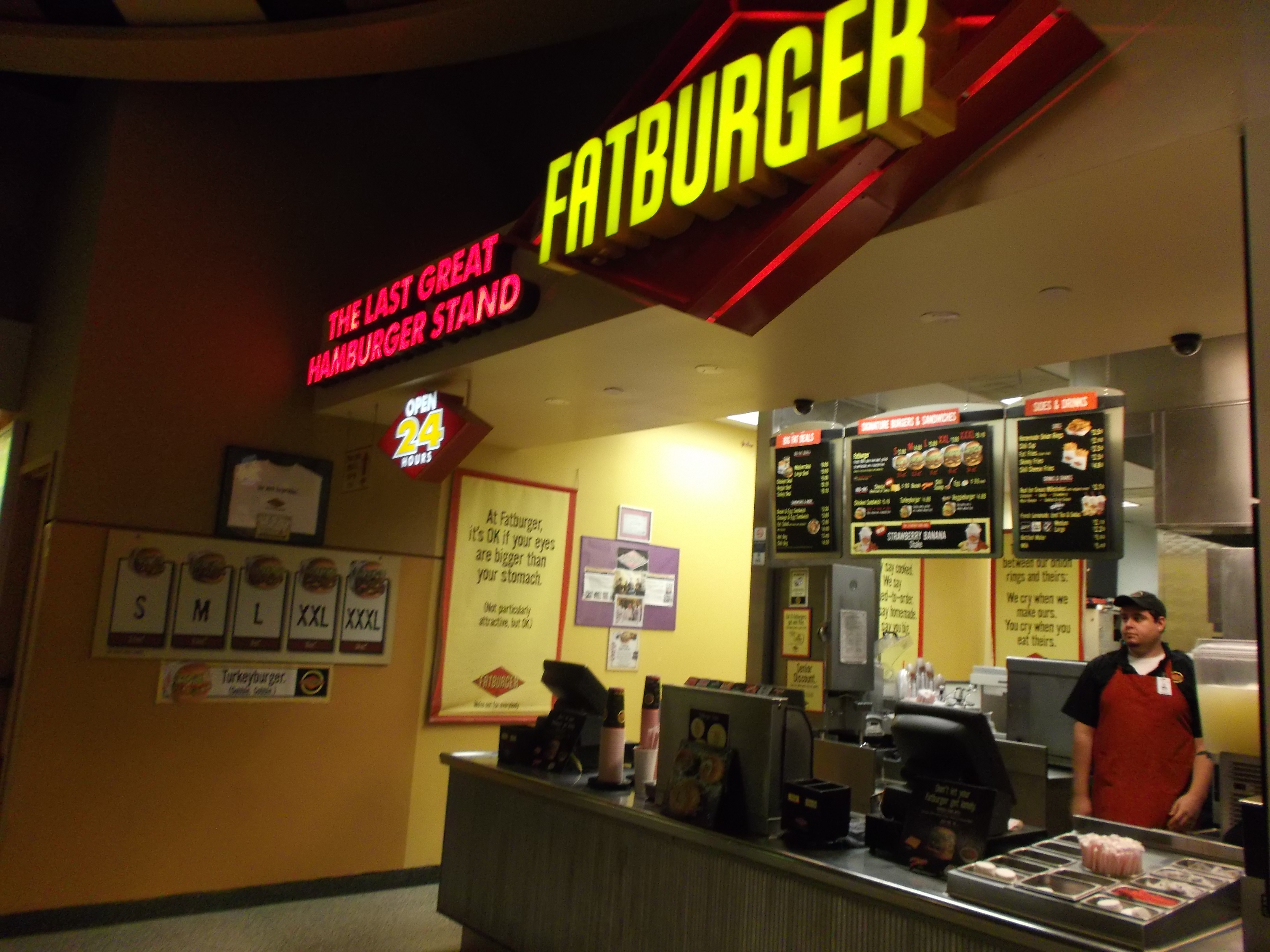
フードコート内に置かれた店舗

ファットバーガー（英: Fatburger）は、アメリカ合衆国カリフォルニア州ビバリーヒルズに本社を置くファストカジュアルチェーン。
同社の標語は、"The Last Great Hamburger Stand"。

## 概要

### 沿革
1947年、創業者のロヴィー・ヤンシーによって会社が設立された。
1952年、最初の店舗がロサンゼルスに開業。ヤンシーの「ひとつのハンバーガーで肉から野菜まですべてを楽しめるものがあれば」という思いから、ボリューム感のあるハンバーガーを販売した。
2018年現在、20ヶ国で約200店舗を展開している。

### 日本での展開
2018年4月28日、東京都渋谷区のMAGNET by SHIBUYA109で1号店を開業した。
主力の価格帯は600円〜1,000円前後である。

## 特徴
ハンバーガーのパティにオージー・ビーフの赤身を使用することで、脂肪分を20パーセント程度に抑えながら、肉の本来の風味を生かしている。
パティのボリューム感を売りにしており、パティは通常で115グラム（1枚）、最大で690グラム（6枚）まで増やすことができる。
ハンバーガーの他に、ビールやカクテルなどのアルコールも販売している。